# Pseudoxyomus eximius
Pseudoxyomus eximius är en skalbaggsart som beskrevs av Louis Albert Péringuey 1901. Pseudoxyomus eximius ingår i släktet Pseudoxyomus och familjen Aphodiidae. Inga underarter finns listade i Catalogue of Life.